# Levadkî, Pavlohrad
Levadkî (în ucraineană Левадки) este un sat în comuna Troiițke din raionul Pavlohrad, regiunea Dnipropetrovsk, Ucraina.

## Demografie
Componența lingvistică a localității Levadkî
     Ucraineană (100%)
Conform recensământului din 2001, toată populația localității Levadkî era vorbitoare de ucraineană (100%).